# Ciprusmoha
A ciprusmoha (Hypnum cupressiforme) az egyik legközönségesebb oldaltermő (pleurokarp) lombosmoha faj. 

## Jellemzői
A középkorban úgy tartották, hogy altató hatása van, így párnákat tömtek ki a szárított növényekkel. A latin neve is erre a hatására utal, ugyanis a Hypnum görög szó alvást jelent. Magyar elnevezését megjelenéséről kapta. Levelei alakja, hajtásának dús elágazása a ciprus növényhez teszi hasonlóvá.

### Megjelenése
A ciprusmoha nagyon változatos megjelenésű. A növények gyepje lehet dúsan elágazó vastagabb hajtásokkal, de lehet vékony is, kevés elágazással. Általában 3–10 cm hosszú hajtásokat hoz, színe lehet sárgás, olajzöld vagy sötétzöld, levelei fényesek, erősen egy irányba hajlottak, íveltek.
A levelek sima szélűek, vagy legfeljebb a csúcsnál fogazottak. A levélér rövid, kettős, néha hiányozhat is. A levéllemez sejtjei keskenyek, hullámosak, a levéltőnél rövidebbek, a sarki sejtek jól láthatóan elkülönülnek.
A spóratartótok 1–3 cm hosszú pirosló nyélen ül. A tok vörösesbarna, hengeres, felálló vagy kissé hajlott. A tokfedő rövid, kúpos. A spórák tavasszal vagy télen érnek be.

## Előfordulás
Sokféle aljzaton előfordul: talajon, sziklákon, korhadt és élő fákon, de még betonon is. Erdőkben gyakran tömeges. Magashegységekben 3500 méteres  magasságig felhatol.
Kozmopolita faj, a világon szinte mindenhol megtalálható. Magyarországon is nagyon gyakori, közönséges faj. Országos vörös listás besorolása: nem fenyegetett (LC).

## Alfajai, változatai
Mivel változatos megjelenésű, sok alfaját és változatát írták már le. Itt a fontosabb és leggyakoribbakat mutatjuk be Jan-Peter Frahm 2009-es munkája alapján:
- var. cupressiforme (=var. uncinatum)

Erőteljes növény, sárgás- vagy aranyzöld, erősen elágazó moha, erősen hajlott levelekkel. Ez a változat nagyon elterjedt, gyakori erdőkben a fák tövén, talajon és sziklákon.
- var. brevisetum

Hasonlít az előző változathoz, de levelei egyenesebbek, nem fogazott a levélcsúcs és a növény is gyengébb megjelenésű, halvány zöld. Fák kérgén és savas kémhatású sziklákon él.
- var. filiforme

Jellegzetes fonalas megjelenésű moha, ami nagyon gyakori erdőkben a fák kérgén. Alig elágazó a hajtása, függőlegesen lóg lefelé a fák törzsén, levelei keskenyek.

## Képek

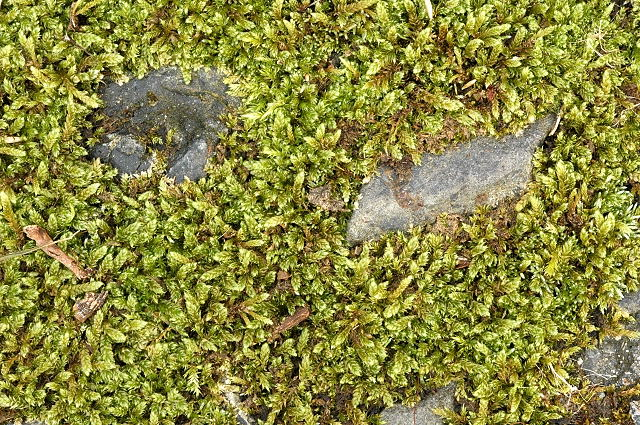
Ciprusmoha habitusképe
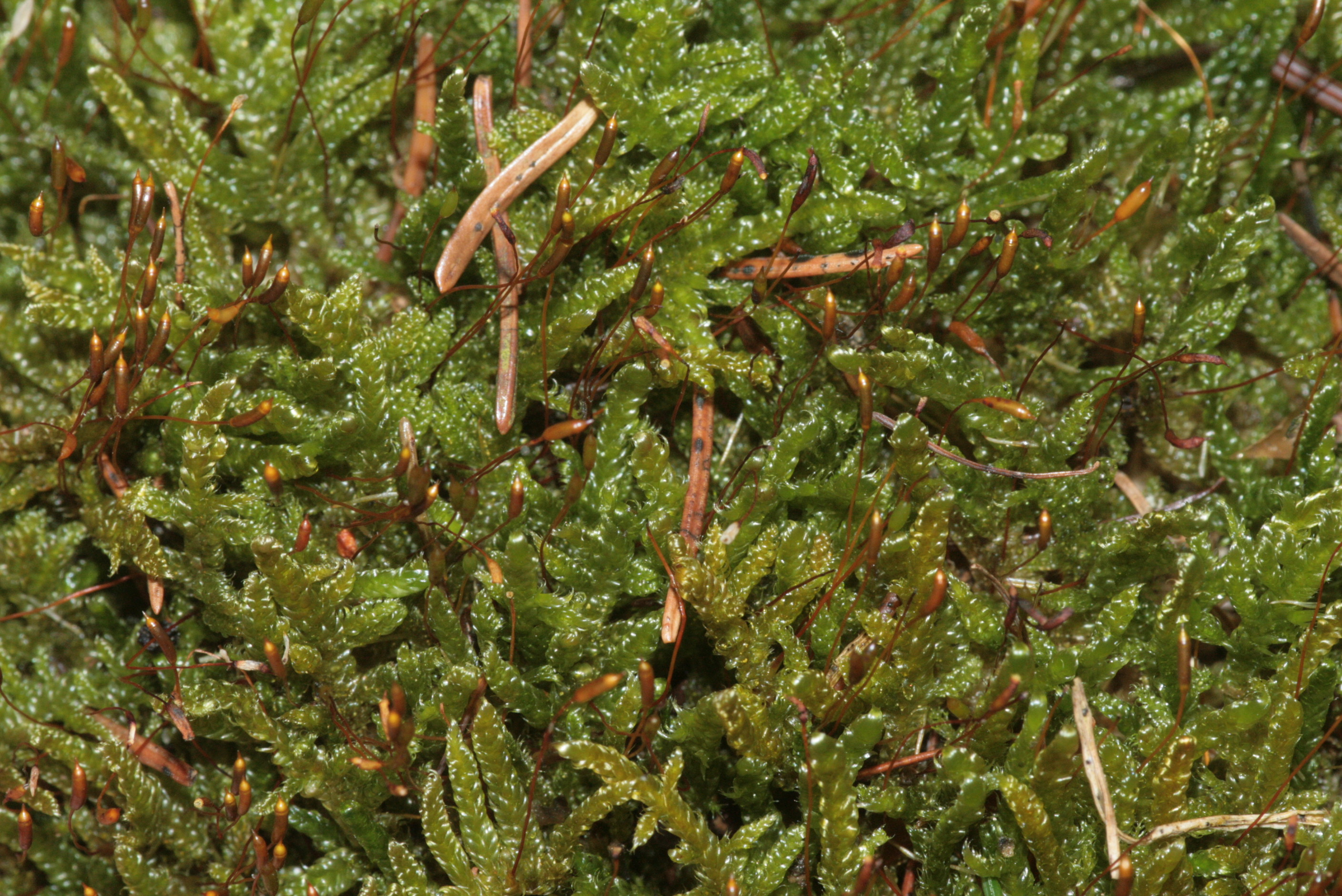
Ciprusmoha közeli habitusképe
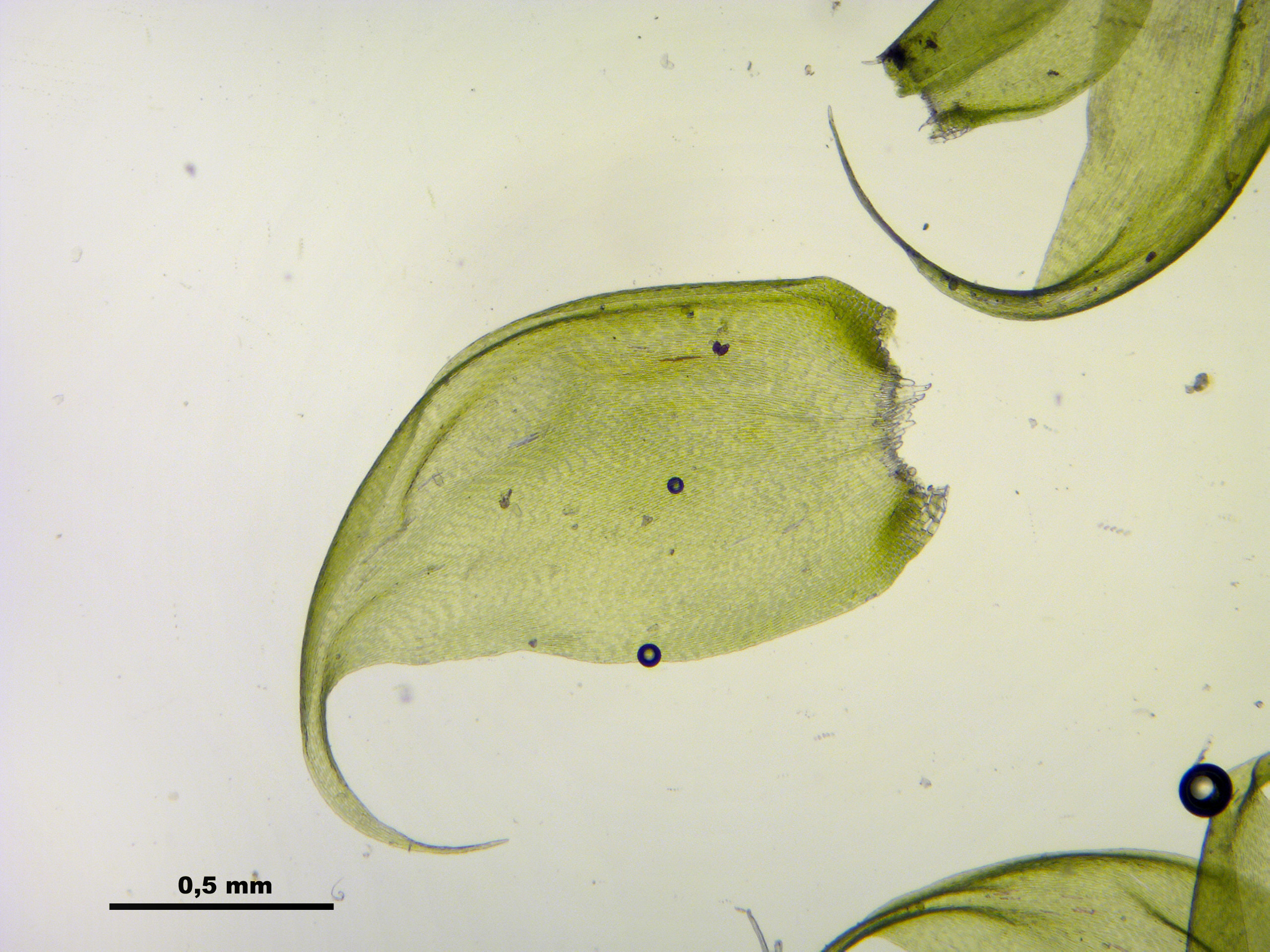
A ciprusmoha levelének mikroszkópikus képe (40× nagyítás)
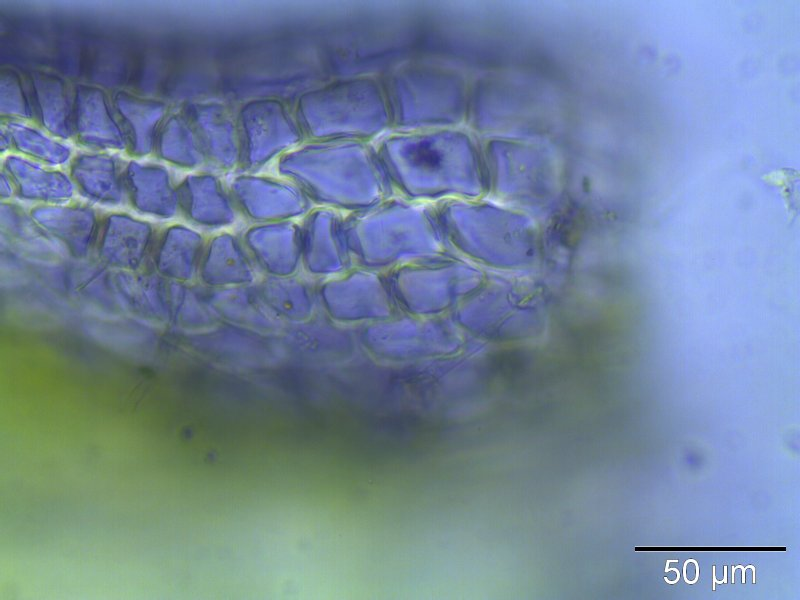
A saroksejtek eltérőek a levél többi sejtjétől (hozzávetőlegesen 400× nagyítás)
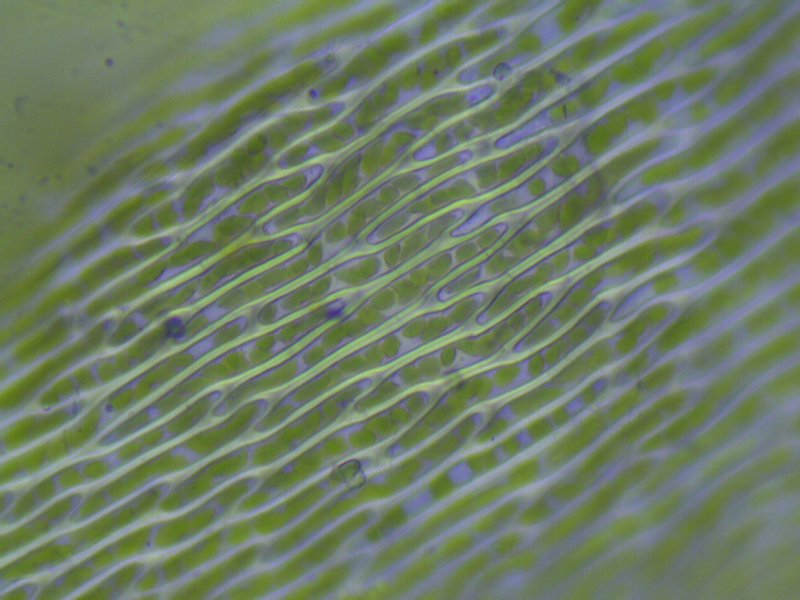
A levéllemez sejtjei tipikus prosenchymatikus (hosszúkás, hullámos) sejtek (hozzávetőlegesen 400× nagyítás)

## Fordítás
- Ez a szócikk részben vagy egészben  a   Zypressenschlafmoos című német Wikipédia-szócikk ezen változatának fordításán alapul.  Az eredeti cikk szerkesztőit annak laptörténete sorolja fel. Ez a jelzés csupán a megfogalmazás eredetét és a szerzői jogokat jelzi, nem szolgál a cikkben szereplő információk forrásmegjelöléseként.